# Goło i wesoło (program telewizyjny)
Goło i wesoło (ros. Голые и смешные) – program rozrywkowy.
Nagrywany w Odessie program oparty jest na zasadzie ukrytej kamery. Występują w nim osoby na początku nieświadome nagrywania, jak również aktorzy, statyści. Przypadkowi, niczego nie podejrzewający ludzie to przechodnie, klienci, goście, których sprawdzana jest reakcja na nagłe widoki nagich części ciała, a następnie są informowani o ukrytej kamerze. Większość scen kręcona jest w zwykłych miejscach (ulica, sklep) Odessy. Nagrywane osoby są (pozornie) zaskakiwane nadzwyczajnymi i dziwacznymi sytuacjami: najczęściej pewne postacie w ich obecności nagle zdejmują ubranie lub je niby przypadkowo tracą, przez co stają się półnagie (widać piersi, pośladki, ale nigdy nie są zupełnie nagie). W programie przedstawione są reakcje przechodniów na takie zachowania: mimika, gesty i język ciała.
Program jest nadawany w różnych krajach, między innymi w Niemczech (na kanale Comedy Central), Rosji (na kanale AFL), Finlandii (na państwowym kanale JIM), Polsce (na kanale TV Puls 2).